# Генрі Гардінґ, 1-й віконт Гардінґ
Генрі Гардінґ, 1-й віконт Гардінґ , GCB, PC (30 березня 1785 у Вротемі, Кент — 24 вересня 1856 у заміському маєтку Саутпарк у Кенті) — британський фельдмаршал і державний діяч.

## Життєпис
Гардінґ вступив на військову службу 23 липня 1799 року офіцером-кадетом королівських рейнджерів. У лютому 1806 року отримав скерування до штабного коледжу Кемберлі. З 1808 року в чині капітана брав участь у наполеонівських війнах на Піренейському півострові. Був поранений у битві при Вімейру. 13 квітня 1809 року отримав звання майора та заступника квартирмейстера новоствореної португальської армії. Він відзначився під час війни на Піренейському півострові, зокрема в битві біля Ла-Альбуера. У битві при Віторії він був знову поранений. У битві при Ортезі командував португальською бригадою. У січні 1815 року був став кавалером Ордена Лазні. У кампанії 1815 року Гардінґ був призначений в армію фельдмаршала Блюхера і втратив ліву руку в битві при Ліньї.
У 1820 році Гардінґа було обрано до Палати громад Дарема, де він приєднався до партії торі, а в 1823 році отримав посаду секретаря в Управлінні військ. Коли Веллінґтон став прем'єр-міністром у 1828 році, він призначив Гардінґа військовим секретарем (голова військового відомства), а в 1830 році — головним секретарем у справах Ірландії. Того ж року Гардінґ став генерал-майором. Розпуск кабінету Веллінґтона змусив Гардінґа піти у відставку. Однак він був військовим секретарем в кабінеті Піла з грудня 1834 до квітня 1835 вдруге і в 1841 втретє.
У 1842 році Гардінґа було підвищено до генерал-лейтенанта. Після відкликання барона Елленборо Гардінґа призначили генерал-губернатором Індії, якраз напередодні Першої сикхської війни. Був на полях битв Мудкі, Ферозешах (21-22 грудня 1845) і Собраон (10 лютого 1846) був присутній, і, хоча він залишив верховне командування серу Г’ю Ґау як старшому генералу, йому в значній мірі приписували звитягу. Після ратифікації Лахорського мирного договору в 1846 році він отримав титул віконта Гардінґа Лагорського і Кінґз-Ньютонського в Дербіширі.
Гардінґ повернувся до Англії після 1848 року, а потім зайняв своє місце в Палаті лордів. У 1852 році він був призначений генералмейстром артилерії і головнокомандувачем британської армії . Протягом 25 років верховного командування Веллінґтона в розвитку британської армії спостерігався застій. Це стало очевидним у ході Кримської війни. Тому принц Альберт звернувся до Гардінґа з проханням покращити підготовку британської армії. Так був заснований Олдершот-гарнізон (Будинок британської армії ). Олдершот був синонімом вишколу британської армії у вікторіанській Англії. Нарешті, у 1855 році Гардінґ отримав звання фельдмаршала.
У липні 1856 року він вийшов у відставку і помер 24 вересня 1856 року у своєму заміському маєтку Саутпарк у Кенті.